# Januar 1981
Portal Geschichte | Portal Biografien | Aktuelle Ereignisse | Jahreskalender | Tagesartikel

◄ |
19. Jahrhundert |
20. Jahrhundert
| 21. Jahrhundert

◄ |
1950er |
1960er |
1970er |
1980er
| 1990er | 2000er | 2010er | ►

◄ |
1977 |
1978 |
1979 |
1980 |
1981
| 1982 | 1983 | 1984 | 1985 | ►

◄ |
Oktober 1980 |
November 1980 |
Dezember 1980 |
Januar 1981 |
Februar 1981 |
März 1981 |
April 1981 |
►
Dieser Artikel behandelt aktuelle Nachrichten und Ereignisse im Januar 1981.

## Tagesgeschehen

### Donnerstag, 1. Januar 1981

Griechenland ist ohne Landesgrenze zu einem anderen EG-Land

- Athen/Griechenland: Gemäß Beitrittsvertrag vom 28. Mai 1979 wird Griechenland als zehntes Mitglied in die Europäischen Gemeinschaften (EG) aufgenommen. Seit Juni 1961 bestand ein Assoziierungsabkommen zwischen der Europäischen Wirtschaftsgemeinschaft und Griechenland, aber auf ein detailliertes Beitrittsverfahren zur Vollmitgliedschaft verzichteten beide Seiten. Stattdessen soll die Eignung Griechenlands für die EG im Lauf der nächsten Jahren hergestellt werden.[1]
- Bern/Schweiz: Der CVP-Politiker Kurt Furgler, Bundespräsident von 1977, übernimmt zum zweiten Mal das Amt des Bundespräsidenten.[2]
- Den Haag/Niederlande: Die Niederlande übernehmen von Luxemburg den Vorsitz im Rat der Europäischen Union. Das Amt des Regierungschefs der EWG erhält Dries van Agt.[3]
- New York/Vereinigte Staaten: Irland, Japan, Panama, Spanien und Uganda werden neue nichtständige Mitglieder im Sicherheitsrat der Vereinten Nationen.[4]

### Freitag, 2. Januar 1981
- Hamburg, Mainz/Deutschland: Die öffentlich-rechtlichen Rundfunkveranstalter ARD und ZDF starten die Ausstrahlung eines gemeinsamen Fernsehprogramms am Vormittag.[5]

### Dienstag, 6. Januar 1981
- Bischofshofen/Österreich: Der Österreicher Hubert Neuper gewinnt zum zweiten Mal in Folge die Vierschanzentournee. Bei der diesjährigen 29. Auflage siegt er vor seinem Landsmann Armin Kogler.[6]
- Brüssel/Belgien: Der luxemburgische Politiker Gaston Thorn (Demokratesch Partei) wird Nachfolger des Briten Roy Jenkins als Präsident der Europäischen Kommission.[7]

### Freitag, 9. Januar 1981
- Lissabon/Portugal: Präsident António Ramalho Eanes (PRD) ernennt den Sozialdemokraten Francisco Pinto Balsemão zum Nachfolger von dessen Parteikollegen Francisco Sá Carneiro im Amt des Premierministers. Sá Carneiro kam vor einem Monat bei einem Flugzeugabsturz ums Leben, der von den Ermittlungsbehörden weiterhin untersucht wird.[8]

### Montag, 12. Januar 1981
- New York/Vereinigte Staaten: Der Fernsehsender ABC startet die Ausstrahlung des TV-Dreiteilers Dynasty (deutscher Titel: Der Denver-Clan). Bei guter Rezeption will ABC daraus eine Seifenoper nach dem Vorbild der Serie Dallas des Senders CBS entwickeln.[9]

### Donnerstag, 15. Januar 1981
- Berlin/Deutschland: Der Regierende Bürgermeister des Westteils der Stadt Berlin Dietrich Stobbe (SPD) tritt im Zuge der Affäre um eine Bürgschaft für den Bauunternehmer Dietrich Garski zusammen mit allen Senatoren zurück.[10]

### Samstag, 17. Januar 1981
- Manila/Philippinen: Im sechzehnten Jahr seiner Herrschaft hebt Diktator Ferdinand Marcos den Ausnahmezustand auf, doch die meisten der Gesetze aus der Zeit des Ausnahmezustands sollen in Kraft bleiben, bis die „nächsten Wahlen“ abgehalten werden. Diese sind für das Jahr 1984 vorgesehen.[11]

### Montag, 19. Januar 1981
- Algier/Algerien: Der Iran und die Vereinigten Staaten einigen sich auf die Voraussetzungen, unter denen 52 US-Bürger freigelassen werden sollen, die im November 1979 in Teheran, Iran, von Zivilisten festgesetzt wurden und die sich gegenwärtig in den Händen der iranischen Regierung unter Mohammad Ali Radschai befinden; u. a. wird die Zentralbank von Algerien zur Treuhänderin des in den Vereinigten Staaten deponierten iranischen Staatsvermögens ernannt.[12]

### Dienstag, 20. Januar 1981

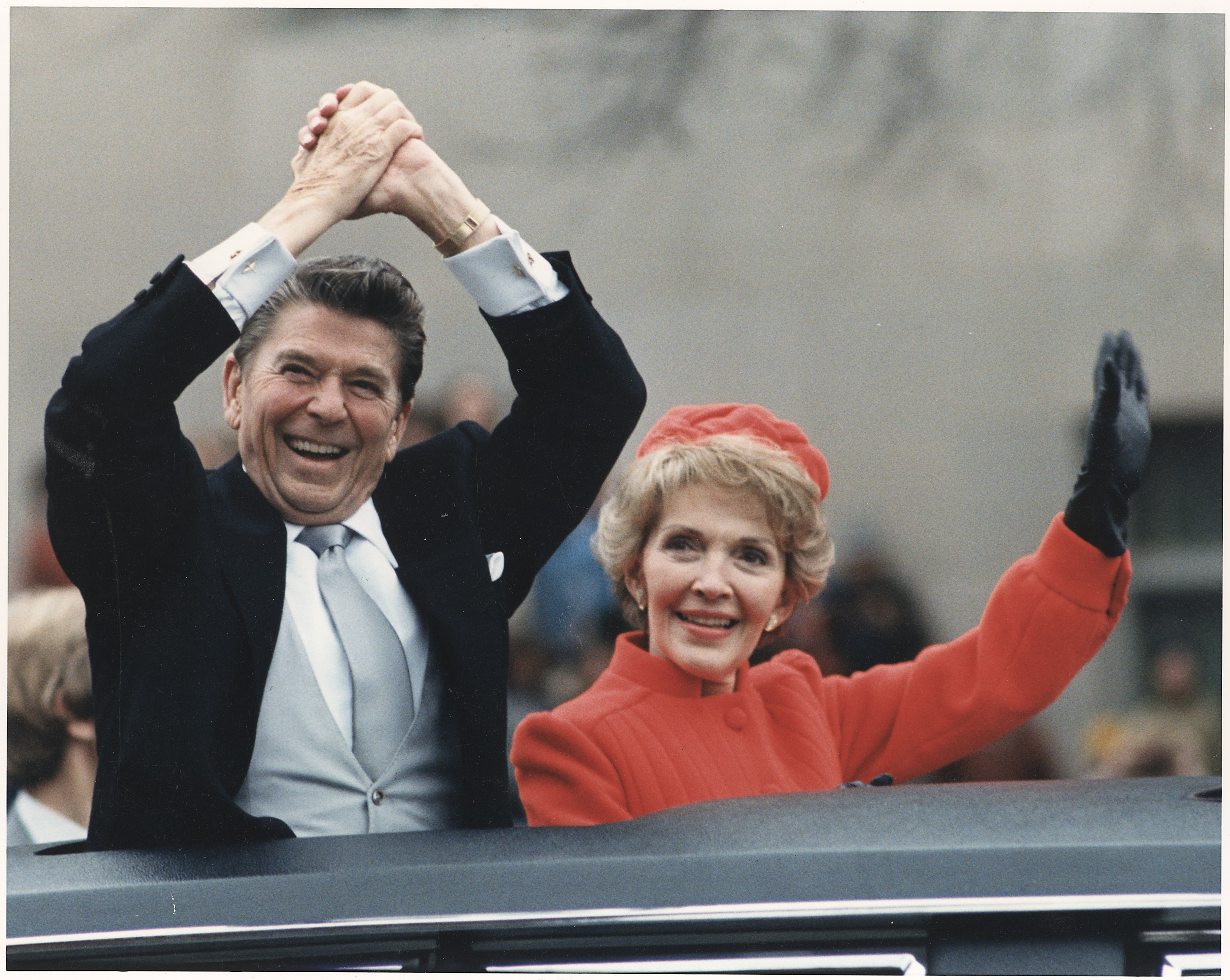
Ronald Reagan

- Washington, D.C./Vereinigte Staaten: Ronald Reagan von der Republikanischen Partei wird als neuer Präsident der Vereinigten Staaten vereidigt.[13]

### Donnerstag, 22. Januar 1981
- Bonn/Deutschland: Bundesjustizminister Hans-Jochen Vogel (SPD) verlässt die Regierung Schmidt, um sich der Wahl des Abgeordnetenhauses von Berlin zu stellen, dessen Regierender Bürgermeister Dietrich Stobbe nur noch geschäftsführend im Amt ist.[14]

### Freitag, 23. Januar 1981
- Berlin/Deutschland: Nach dem Rücktritt des Regierenden Bürgermeisters der Stadt und des Landes Berlin Dietrich Stobbe (SPD) vor acht Tagen wählt das Abgeordnetenhaus dessen Parteikollegen Hans-Jochen Vogel zum neuen Bürgermeister.[15]

### Sonntag, 25. Januar 1981

Logo des
15. Super Bowls

- New Orleans/Vereinigte Staaten: Der Super Bowl XV im American Football zwischen den Oakland Raiders und den Philadelphia Eagles endet 27:10.[16]

### Mittwoch, 28. Januar 1981
- Straßburg/Frankreich: Der Europarat vereinbart die Europäische Datenschutzkonvention. Sie regelt den Datenschutz und den grenzüberschreitenden Austausch personenbezogener Daten.[17]

## Weblinks

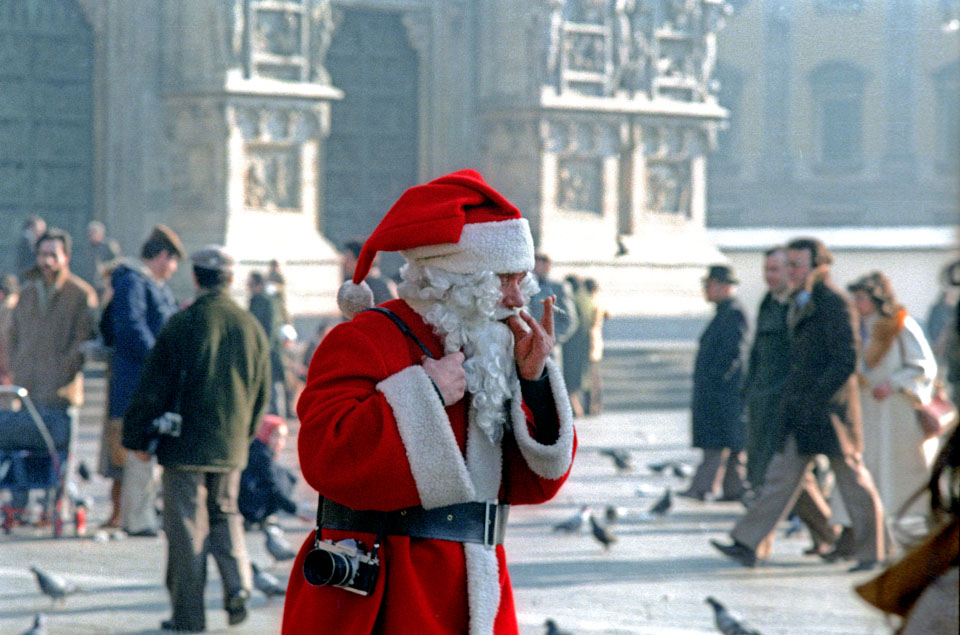
Mailand im Januar 1981

### Samstag, 31. Januar 1981
- Beverly Hills/Vereinigte Staaten: Bei der Verleihung der 38. Golden Globe Awards erhält der Film Eine ganz normale Familie des amerikanischen Regisseurs Robert Redford insgesamt fünf Auszeichnungen und wird u. a. als Bester Film (Drama) prämiert.[18]